# Kerzenfisch
Der Kerzenfisch oder Eulachon (Thaleichthys pacificus) ist ein zur Familie der Stinte zählender Fisch, der im östlichen Nordpazifik von der St.-Matthew-Insel und der Kuskokwim Bay im Beringmeer und den Aleuten bis Monterey Bay in Kalifornien vorkommt. 

## Merkmale
Der Kerzenfisch erreicht eine Körperlänge von bis zu 30 Zentimetern. Die Haut ist silbrig mit einem bläulich-braunen Rücken. Kerzenfische ernähren sich von Plankton. Zum Laichen wandern sie bis zu 160 Kilometer flussaufwärts ins Süßwasser.

## Nutzung
Der Kerzenfisch ist ein guter Speisefisch und diente wegen seines hohen Fettgehalts von rund 15 Gewichtsprozent bei den Indianern auch zur Fischölgewinnung. Dazu wurden die rohen Fische in einer Grube vergoren und anschließend in Wasser gekocht, so dass das Fett aufstieg und abgeschöpft werden konnte. Ganze, getrocknete Kerzenfische wurden zwischen Holzscheite geklemmt oder mit einem Docht durchzogen als Lichtquelle verbrannt.